# Г'юберт Гамфрі
Г'юберт Хорейшо Гамфрі-молодший (англ. Hubert Horatio Humphrey Jr.; 27 травня 1911, Воллес, Південна Дакота — 13 січня 1978, Вейверлі, Міннесота) — американський політик, член Демократичної партії, 38-й віцепрезидент США при президентові Ліндоні Джонсонові (1965–1969). Також Гамфрі двічі був сенатором від Міннесоти (1949–1964, 1971–1978). У 1945–1949 рр. — мер Міннеаполіса.
У 1968 році Гамфрі балотувався в президенти (замість Джонсона, який не побажав балотуватися знову), але з невеликим розривом поступився Річарду Ніксону.
Посмертно нагороджений Президентською медаллю Свободи 9 червня 1980.